# Kbor klib
Kbor Klib (la tumba de Klib) es un sitio arqueológico de Túnez, de origen desconocido, situado en la gobernación de Siliana, a unos 20 km al sur de Siliana. Se pensaba que podía ser una estructura númida de carácter religioso  aunque Luis Amela indica que sería un trofeo levantado por Cesar. Está formado por tres plataformas (y restos de una cuarta) conectadas por un muro. Tiene unos 45 metros de largo y unos 15 de ancho, y una altura de 6 metros. Tiene poca decoración y ninguna inscripción. Su nombre hace referencia a un gigante mítico. Muy cercano está el loc arqueológico de El Ksour o Ksour Toual.